# Agentur für Statistik der Republik Kasachstan

Logo

Die Agentur für Statistik der Republik Kasachstan (kasachisch Қазақстан Республикасы Статистика агенттігі, russisch Агентство Республики Казахстан по статистике, englisch Agency of the Republic of Kazakhstan on Statistics) ist die kasachische Agentur für Statistik. Sie ist eine offizielle Regierungsbehörde mit Sitz in Astana.

## Geschichte
Die Geschichte der Agentur für Statistik der Republik Kasachstan reicht zurück bis in das Jahr 1920, der Bildung der Kirgisischen Autonomen Sozialistischen Sowjetrepublik, zu der der größte Teil des heutigen Gebietes Kasachstans gehörte. 1948 wurde eine statistische Abteilung am Ministerrat der SSR installiert. Die Einrichtung einer unabhängigen Statistikagentur in der Republik Kasachstan erfolgte zwischen 1992 und 1996. Am 7. Mai 1996 wurde ein neues staatliches Statistikgesetz verabschiedet.
Per Verordnung 1999 durch Präsident Nursultan Nasarbajew wurde sie in die heutige Form umgewandelt und ist eine eigenständige Behörde.
2009 führte die Behörde zum ersten Mal eine Volkszählung in Kasachstan durch (eine erste Zählung im Raum erfolgte im Zarenreich 1897.).

## Censuses

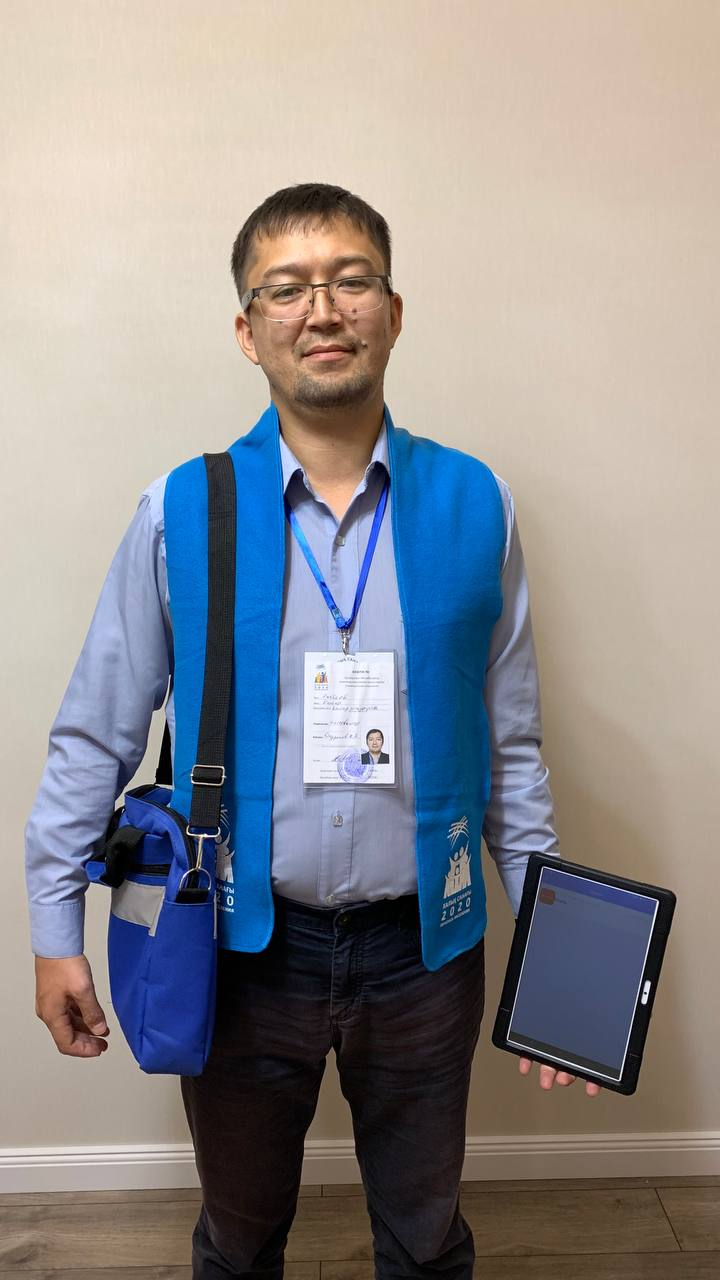
Enumerator in census of Kazakhstan 2021